# غندم أباد
غندم‌ أباد هي قرية في مقاطعة خلخال، إيران. عدد سكان هذه القرية هو 78 في سنة 2006.